# Krobanówek
Krobanówek [pronunciación en polaco: /krɔbaˈnuvɛk/] es un pueblo en el distrito administrativo de Gmina Zduńska Wola, dentro del Distrito de Zduńska Wola, Voivodato de Łódź, en Polonia central. Se encuentra aproximadamente 3 kilómetros al este de Zduńska Wola y 39 kilómetros al sudoeste de la capital regional, Łódź.
El pueblo tiene una población de 45 habitantes.